# Brendan Crean
Brendan Crean (ur. 7 lutego 1985 r. w Brighton) – brytyjski wioślarz.

## Osiągnięcia
- Mistrzostwa Świata – Poznań 2009 – czwórka podwójna – brak[1][2].